# Csibrák
Csibrák (vyslovováno [čibrák], německy Schiwrack) je vesnice v Maďarsku v župě Tolna, spadající pod okres Dombóvár. Nachází se asi 16 km severovýchodně od Dombóváru. V roce 2015 zde žilo 296 obyvatel. Dle údajů z roku 2011 tvoří 98,3 % obyvatelstva Maďaři, 5,3 % Romové, 4,7 % Němci a 1,7 % Rumuni.
Vesnice leží u řeky Kapos. Sousedními vesnicemi jsou Dúzs a Kurd.